# Jean Calabria
Pour les articles homonymes, voir Calabria.
Jean Calabria (Vérone, 8 octobre 1873 - Vérone, 4 décembre 1954) est un prêtre italien fondateur des pauvres serviteurs de la Divine Providence et des pauvres servantes de la Divine Providence et reconnu saint par l'Église catholique.

## Jeunesse et vocation
Jean Calabria est né à Vérone le 8 octobre 1873 dans une famille très pauvre dont il était le septième et dernier enfant.
Il eut de grandes difficultés à pouvoir entrer au séminaire comme il le souhaitait. Il dut travailler dès l'âge de 12 ans, ayant perdu son père. Un prêtre toutefois le remarqua et l'aida à continuer sa formation. Il lui fallut encore effectuer deux années de service militaire, pendant lesquelles il fut remarqué par sa charité et son dévouement auprès de ses camarades. Ensuite, il put reprendre ses études. Déjà, en tant que séminariste, il s'était investi dans de nombreuses œuvres pour venir au secours des orphelins et des personnes sans ressources. Il fut ordonné prêtre le 11 août 1901.

## Œuvres et fondations
Soucieux des plus pauvres, en 1907 il construit la Maison des Bons Enfants pour accueillir les adolescents isolés et abandonnés, ainsi que plusieurs autres foyers similaires en Italie.
Il n'oubliait pas non plus les malades et les personnes âgées, et crééa, avec l'aide des petites sœurs de la Sainte Famille fondées par le bienheureux Joseph Nascimbeni un établissement pour les accueillir.
Jean Calabria ne se préoccupait pas seulement de son pays natal. En 1934, il envoie quatre frères en Inde pour aller secourir les parias, parmi plusieurs hommes désireux de partager avec lui son apostolat et sa mission. C'est ce groupe qui fut à la base de la Congrégation des pauvres serviteurs de la divine Providence, composé de frères et de prêtres, congrégation approuvée par l'évêque de Vérone en 1932.
En 1940, il fonde la congrégation des Pauvres servantes de la divine Providence, branche féminine.
Et, saisissant avant les autres le rôle essentiel des laïcs dans l'Église, il fondait en 1944 la Famille des Frères externes composée exclusivement de laïcs désireux de participer à la mission caritative du Père Calabria.

## Spiritualité
Basant sa foi et sa confiance sur la parole de Jésus « Cherchez d'abord le Royaume, et tout le reste vous sera donné par surcroît », il aidait les pauvres, les encourageait dans leurs études afin qu'il puisse répondre à leur vocation religieuse ou sacerdotale, tout en respectant leur volonté.
Il entretenait aussi des relations amicales avec les Protestants, les Orthodoxes et les Juifs, soucieux de l'unité de l'Église. Il priait pour les prêtres, les aidait quand ils étaient en difficulté, et les exhorait à revenir au mode de vie des apôtres, ce qui fit dire à Jean-Paul II que « Ce message au clergé et aux personnes consacrées ne doit pas être oublié ».
Il ne se lassait pas de répéter à tous que le monde ne peut être sauvé qu’en retournant au Christ et à son Évangile.

## Fin de vie
Alors qu'il était tout près de mourir, début décembre 1954 Jean Calabria offrit sa vie pour le Pape Pie XII, alors lui-même à l'agonie. Le Pape se rétablit et continua son ministère encore quatre années.
Jean Calabria s'éteignit le 4 décembre 1954 et fut déclaré immédiatement Champion de la charité.

## Citation
Jean Calabria disait qu'il était appelé à « révéler au monde que la Divine Providence existe, que Dieu n'est pas étranger, mais qu'il est un Père, et qu'il pense à nous, à condition que nous pensions à Lui et que nous remplissions notre rôle, qui est tout d'abord celui de chercher le saint Royaume de Dieu et sa justice ».

## Sources
- Osservatore Romano : 1988 n. 16 & 18 – 1999 n. 16 p. 1-2
- Documentation Catholique : 1988 p. 586 – 1999 n. 10 p. 459-461